# Gelanore
Gelanore (in greco antico: Γελάνωρ?, Ghelánōr) è un personaggio della mitologia greca. Fu il dodicesimo re di Argo. 

È conosciuto anche come Pelasgo.

## Genealogia
Figlio di Stenela o di Arestore .
Non sono note sue mogli o progenie.

## Mitologia
Successe come re di Argo al padre Stenela ed accolse Danao e le sue figlie dopo che questi fuggirono da Egitto e cedette il suo regno a Danao dopo un consiglio di un oracolo. 

Cercò di vendere le Danaidi alla schiavitù che queste uccisero gli Egittidi ma Danao e gli dei lo dissuasero.
Nella tragedia Le supplici (cioè le Danaidi al suo cospetto) viene semplicemente chiamato il "re".
In una versione alternativa, Danao giunto in città ottenne subito il favore degli Argivi, così Gelanore si rivolse ai cittadini per sapere da chi volevano essere governati ed il popolo decise di rimandare la decisione al giorno seguente. Nel frattempo la visione di un lupo che uccideva il toro più grosso tra tutti bovini al pascolo fuori della città fu per Gelanore un presagio e fu per questo che rinunciò al trono.
Come figlio di Arestore, emigrò in seguito in Arcadia, dove fondò la città di Parrhasia.